# Megaschizomus mossambicus
Espèce
Synonymes
- Schizomus mossambicus Lawrence, 1958

Megaschizomus mossambicus est une espèce de schizomides de la famille des Hubbardiidae.

## Distribution
Cette espèce est endémique du Mozambique. Elle se rencontre dans la Serra da Gorongosa.

## Étymologie
Son nom d'espèce lui a été donné en référence au lieu de sa découverte, le Mozambique.

## Publication originale
- Lawrence, 1958 : Whipscorpions (Uropygi) from Angola, the Belgian Congo and Mossambique. Publicacoes Culturais da Companhia de Diamantes de Angola, no 40, p. 69-79.